# 白滝パーキングエリア
白滝パーキングエリア（しらたきパーキングエリア）は、北海道紋別郡遠軽町にある旭川紋別自動車道のパーキングエリア。
道の駅しらたき（みちのえき しらたき）として登録されており、一般道からも利用可能。

## 概要
旭川紋別自動車道で唯一のSA/PAである。北大雪スキー場や白滝高原キャンプ場へのアクセス向上のために設置された奥白滝インターチェンジが併設されている。
利用状況
| 年度               | 年間 利用者数 | 道内 順位 | 出典  |
| ------------------ | ------------- | --------- | ----- |
| 2013年（平成25年） | 66,635        |           | [ 1 ] |
| 2014年（平成26年） | 58,898        |           | [ 1 ] |
| 2015年（平成27年） | 57,434        |           | [ 1 ] |

## 道路
直接接続
- E39 旭川紋別自動車道（ 国道450号）
- 遠軽町道奥白滝インター線

間接接続
- 遠軽町道奥白滝支湧別線
- 国道333号

## 歴史
- 2002年（平成14年）3月30日：浮島IC - 白滝IC間 （上越白滝道路）の開通に伴い、供用開始。当初はトイレのみだった。
- 2003年（平成15年）
  - 3月：レストラン・売店等が営業開始。
  - 8月8日：道の駅に登録される。
- 2008年（平成20年）8月30日：奥白滝IC開設。当ICは北海道初のPA/SA併設型ICとなる。

## 主な施設

### 道の駅しらたき
上下線共通
- 駐車場[2]
  - 普通車：25台
  - 大型車：9台
  - 身障者用：1台
- トイレ（24時間利用可能）[3]
  - 男：大 2器・小 6器
  - 女：6器
  - 身障者用：1器
- レストラン（10:00 - 17:00）[3]
- 物産館（9:00 - 18:00）[3]
- インフォメーション
- 休憩所
- 自動販売機
- 公衆電話

休館日
- 年中無休[3]

## 隣
E39 旭川紋別自動車道（上越白滝道路）
(4) 浮島IC - (5) 奥白滝IC/白滝PA - (6) 白滝IC